# Evaldo de Souza Gomes
Evaldo de Souza Gomes (* 10. August 1963 in Lábrea) ist ein brasilianischer Kommunalpolitiker.

## Werdegang
Evaldo de Souza Gomes ist Mitglied des Partido do Movimento Democrático Brasileiro (PMDB). Er war Beigeordneter der Stadt Lábrea. Bei den Kommunalwahlen 2012 wurde er zum Präfekten von Lábrea gewählt. Seine Amtszeit dauert vom 1. Januar 2013 bis 31. Dezember 2016.